# Enes marmoratus
Enes marmoratus là một loài bọ cánh cứng trong họ Cerambycidae.